# Chiesa dei Santi Nazario e Celso (Mendrisio)
La chiesa parrocchiale dei Santi Nazario e Celso è un edificio di culto che si trova ad Arzo, quartiere di Mendrisio in Canton Ticino.

## Storia
La struttura viene citata per la prima volta in documenti storici risalenti al 1456. L'edificio venne completamente ricostruito nel 1609 su progetto di Onorio Longhi, inglobando alcune parti della costruzione preesistente. Nel XVII secolo vennero il costruiti il campanile ed il portico antistante la facciata. Nel secolo successivo venne realizzato l'attuale altare maggiore.

## Descrizione
La chiesa ha una pianta a 3 navate; quella centrale è sovrastata da una volta a botte mentre le due laterali da una volta a crociera. Il coro è coperto da una cupola, costruita nel 1743. 
L'interno è ornato da diversi affreschi di diverse epoche: quelli del coro risalgono al XVI secolo. La navata meridionale ospita un Crocefisso del XV secolo, mentre in quella settentrionale trova posto una statua mariana del XVII secolo.